# Хадис
Хади́с (араб. الحديث‎) — предание о словах и действиях пророка Мухаммеда, затрагивающее разнообразные религиозно-правовые стороны жизни мусульманской общины. Хадис — изречение (кауль), одобрение (такрир), образ (васфи) или действие (филь) пророка Мухаммеда, сумма которых образует сунну, являющуюся авторитетной для большинства мусульман и составляющую одну из основ шариата. Хадисы передавались посредством сподвижников пророка.
Слово «хадис» в переводе с арабского языка буквально может переводиться как «новый» или как «беседа», «предание», «рассказ».

## История
Использование хадисов началось ещё при жизни пророка Мухаммеда. Каждый хадис должен был иметь непрерывную цепочку передатчиков — иснад, то есть перечень всех лиц, участвовавших в передаче, начиная от сподвижника (сахаба), впервые озвучившего хадис. Чем больше непересекающихся цепочек соответствовало хадису, тем достовернее он считался. Однако наличие непрерывного иснада являлось необходимым, но не достаточным условием определения достоверности хадиса. После составления цепочки мухаддисы также проверяли биографии самих передатчиков. Если имелись сведения, что передатчик страдал плохой памятью, был психически неуравновешенным или просто слыл нечестным человеком, он считался слабым передатчиком и переданный им хадис не мог быть принят как достоверный. По степени достоверности хадисы классифицируются на достоверные (сахих), хорошие (хасан), слабые, недостоверные и выдуманные.
Хадисы не являются просто преданиями. Мухаммед говорил, что тот человек, который станет приписывать ему то, чего он не говорил, непременно займёт своё место в огне. Эти слова влияли на богобоязненных сподвижников. Суть хадисов заключается в том, что они раскрывают более подробно предписание, которые содержатся в Коране. Например, в Коране говорится, что нужно совершать намаз. Хадисы же рассказывают, как именно нужно это делать. Например, один из сподвижников пророка Мухаммеда Абу Хурайра рассказал 5354 хадиса.
Наиболее авторитетным мухаддисом, с точки зрения суннитских богословов, считается имам Мухаммад ибн Исмаил аль-Бухари (810—870), который обработал порядка 700 тысяч хадисов, из которых лишь 7400 включил в свой сборник «аль-Джами' ас-Сахих», то есть чуть больше 1 %. Остальные хадисы аль-Бухари счёл недостоверными или слабыми. Одним из самых объёмных сборников является «аль-Муснад» имама Ахмада ибн Ханбала, который содержит 40 тысяч хадисов (всего Ибн Ханбал обработал около 1 миллиона хадисов).
Сборники хадисов не являются в полном смысле этого слова биографиями пророка Мухаммеда — это лишь собрание рассказов о пророке со слов его современников, включая его проповеди, описание поступков и т. п. Наиболее ранняя полноценная биография пророка Мухаммеда, сохранившаяся до наших дней, — это книга Ибн Хишама «Жизнеописание пророка Мухаммеда, рассказанное со слов аль-Баккаи, со слов Ибн Исхака аль-Мутталиба» датируется VIII веком (вторым веком по хиджре).
У шиитов методы отбора хадисов, а также их классификация во многом сходны с суннитскими, но шииты считают хадисами только речи и примеры из жизни Мухаммеда и непогрешимых имамов, а также деяния некоторых сподвижников, сопровождавшиеся цитированием слов Мухаммеда. По мнению шиитов, все хадисы хранились у Али ибн Абу Талиба по поручению Пророка, Али пересказал эти хадисы своим потомкам-имамам, а те — своим потомкам.
Шиитами принимаются также сборники хадисов, составленные сподвижниками Мухаммеда и следующими двумя поколениями мусульман.

## Хадисоведение
В исламском богословии изучением хадисов занимается специальная наука — хадисоведение (усуль аль-хадис). Она включает целый ряд религиозных дисциплин используемых мусульманскими учёными, целью которых является выявление степени достоверности хадисов и их передатчиков (рува́т).
Наука о хадисах в целом делится на два направления:
- ильм аль-хадис аль-хасс би-р-ривая — изучает то, каким путём дошёл тот или иной хадис через цепочку передатчиков.
- ильм аль-хадис аль-хасс би-д-дирая — занимается установлением подлинности хадиса, его условий, видов, положений, извлекаемых из него, положением его передатчиков и условий их приемлемости и т. д.

Важной составной частью науки о хадисах является терминология хадиса (мусталах аль-хадис), которая занимается определением степени достоверности хадисов (сахих, хасан, даиф) и условий, по которым можно судить о них. Дисциплина, которая занимается выявлением приемлемости передатчиков хадисов, называется илм ар-риджал (букв. «наука о мужах»).
Принципы и правила передачи хадисов впервые были сформулированы в Коране и сунне Мухаммеда.
Во времена Мухаммеда не существовало систематически сложенных правил и терминов, касающихся хадисов. Каждый хадис, переданный от его сподвижников учёными-табиинами, считался полностью достоверным. Однако во времена Первой фитны и в последующие годы формируются некоторые группы, вроде хариджитов и шиитов, которые радикально отличались от ортодоксов-суннитов не только во второстепенных вопросах, но и в «основах религии». В ответ на это видные мусульманские учёные того времени формируют критерии, по которым можно судить о правдивости того или иного предания.
Несмотря на то, что основы хадисоведения, а также других смежных наук освещались во многих трудах ранних имамов (аш-Шафии в книге «ар-Рисала», «аль-Джарх уат-та’диль» Абу Хатима ар-Рази, «аль-Маджрухун» Ибн Хиббана и др.), первой книгой, которая специализировалась на основах хадисоведения и его терминологии, становится книга «аль-Мухаддис аль-Фасыль бейна ар-Рави уаль-Уа’и» кадия Абу Мухаммада аль-Хасана ибн Халлада ар-Рамахурмузи (ум. в 971). Однако, как и все книги в нововведённых предметах, эта книга не охватывала всех аспектов этой науки, и Ибн Хаджар аль-Аскалани говорил о ней: «…она не была всеобъемлющей».
Наиболее известные книги, посвящённые науке хадиса:
- «Ма’рифат ’улум аль-хадис» — Аль-Хаким ан-Найсабури (ум. в 1014 г.)[8];
- «аль-Кифая фи ’ильм ар-ривая» и «аль-Джами’ ли-ахлак ар-рави уа адаб ас-сами’» — аль-Хатиб аль-Багдади;
- «аль-Ильма’ иля ма’рифати усуль ар-ривая уа такйид ас-сама’» — Кади Ийад (ум. в 1149 г.);
- «Ма ля яси’у-ль-мухаддису джахлюху» — Умара аль-Майяниджи (ум. в 1184 г.);
- «Ма’рифат ануа’ ’ильм аль-хадис» — Ибн ас-Салах;
- «аль-Иктирах» — Ибн Дакик аль-Ид;
- «аль-Халаса фи усуль аль-хадис» — Шарафуддин Хасан ибн Мухаммад ат-Тыби;
- «Мухтасар (фи улум аль-хадис)» — приписывается Али аль-Джурджани;
- «ат-Тазкира» — Сираджуддин Ибн Мулаккин;
- «Танких аль-анзар» — Ибн аль-Уазир аз-Зейди;
- «Нухбат аль-фикар фи ахль аль-асар» — Ибн Хаджар аль-Аскаляни;
- «аль-Касыда аль-Гарамия» — Абуль-Аббас Шихабуддин Ахмад ибн Фарах аль-Ишбили;
- «аль-Манзума аль-Байкуния» — Умар ибн Мухаммад ибн Футух аль-Байкуни.

### Илм ар-риджал
Илм ар-риджал (араб. عِلْمُ الرِّجال‎, «наука о мужах») — одна из шариатских дисциплин в хадисоведении, изучающая передатчиков хадисов, их биографии, происхождение, религиозные и политические убеждения, личные качества (включая степень честности и правдивости) с тем, чтобы в итоге выявить достоверные и не заслуживающие доверия хадисы.
При жизни пророка Мухаммеда у мусульман не было необходимости устанавливать достоверность хадисов и их передатчиков (рави). Однако после его смерти, уже при жизни сахабов, среди мусульман начинается раскол и появляются первые секты и течения, которые используют выдуманные и подложные предания от имени Мухаммеда для защиты своих убеждений. Сначала исследования иснадов и передатчиков хадисов носят бессистемный характер, но уже в первой половине II века по хиджре илм ар-риджал оформляется в отдельную научную дисциплину.
Самыми ранними книгами «науки о мужах» являются: ат-Тарих аль-Лайса ибн Саада (712—791) и ат-Тарих Абдуллаха ибн аль-Мубарака (736—797). Аз-Захаби также упоминал об утерянной книге аль-Валида ибн Муслима (ум. в 811), посвящённой этой науке.
Отцами-основателями этой дисциплины считаются: Мухаммад ибн Сирин (653—729), Айюб ас-Сахтияни (ум. 749), Ибн Аун (ум. 767), Шу’ба ибн аль-Хаджжадж (ум. 777), Яхъя ибн Саид аль-Каттан (ум. 813) и Абдуррахман ибн Махди (ум. 813), аш-Шааби (ум. в 721), Саид ибн аль-Мусайиб (637—715), аль-Касим ибн Мухаммад (ум. 724), Салим ибн Абдуллах ибн Умар (ум. 724), Али ибн аль-Хусейн ибн Али (ум. в 712) и другие.
Основные труды по илм ар-риджал у суннитов
- Табака́т (араб. طبقات‎) — это книги различных авторов, в которых передатчики хадисов классифицированы по периоду их жизни и иснадам (то есть в один табакат могут попасть только те, кто жили в одно время и учились у определённых шейхов). Первые табакаты появились во II веке хиджры[6].
- Ку́туб ма’рифат ас-саха́ба (араб. كتب معرفة الصحابة‎) — это книги, посвящённые детальному изучению биографий сподвижников пророка Мухаммеда, которые являются единственным источником хадисов.
- аль-Джарх (араб. الجرح‎, дискредитация) и ат-Та’ди́ль (араб. التعديل‎, смягчение (приговора)) — исламская дисциплина, занимающаяся тем, что определяет степень достоверности (или слабости) передатчиков хадисов. Основы джарха и та’диля были положены в конце I века и начале II века по хиджре. Первым, кто обозначил критерии джарха и та’диля, был аль-Хаким ан-Найсабури в своём труде Ма’рифат улюм аль-хадис[6].
- Ку́туб тава́рих ар-риджа́л аль-махалли́я (араб. كتب تواريخ الرجال المحلية‎) — это труды мусульманских историков и хадисоведов, посвящённые ознакомлению с городами и регионами, в которых жили или побывали передатчики хадисов. Необходимость в этих исследованиях обуславливается тем, что для принятия хадиса хадисоведы должны убедиться в том, что передатчик хадиса и его шейх проживали в одной местности, в одну и ту же эпоху и могли получать и передавать знания друг другу. Эти книги могут быть посвящены истории и жителям одного города (например: «Тарих Багдад» аль-Хатиба аль-Багдади, «Тарих Димашк» Ибн Асакира) или множества городов (например: «Китаб ат-Табакат аль-Кубра» Ибн Саада, «Машахир уляма аль-амсар» Ибн Хиббана).
- Кутуб аль-асма ва-ль-куна ва-ль-алькаб (араб. كتب الأسماء و الكنى و الألقاب‎) — это книги, посвящённые именам, куньям и лакабам передатчиков хадисов. Такие сборники составляются во избежание ошибок и путаницы в именах передатчиков.
- Книги посвящённые противоречиям в именах передатчиков. Имена и прозвища у передатчиков хадисов могут быть ясными и понятными (муталиф, араб. مؤتلف‎) или иметь несколько вариантов прочтения (мухталиф, араб. مختلف‎). Различению таких имён посвящены многие книги мусульманских авторов. Также существуют труды, посвящённые тёзкам среди передатчиков хадисов. Этот раздел науки о хадисах называется марифат аль-муттафак ва-ль-муфтарак, то есть «познание тех, чьи имена пишутся одинаково, но они являются разными личностями».

## Составные части
Хадис имеет две составные части: иснад (санад) и матн.
- Исна́д (араб. إِسْنَادٌ‎) — это цепочка людей, передававших друг от друга то, что сказал (совершил, одобрил) пророк Мухаммед. Иснад составляется от пророка или Сахаба или Таби’ий и до ученых, составивших собрания хадисов пророка Мухаммеда. Часть иснада, которая ближе к нам, является его началом; часть, которая, ближе к пророку, является завершением иснада. Человек, упоминающийся в иснаде, называется равий. Иснад — это перечисление имен всех равиев, передававших хадис. Передача хадиса от одного равия к другому называется ривайат, а передаваемый хадис — марвий.
- Матн (араб.  مَتْنٌ‎) — это непосредственно то, что сказал (совершил, одобрил) пророк Мухаммед. Матн является основной частью хадиса. Матн следует после иснада. По существу, основой хадиса является матн. Иснад же является подтверждением того, что сказанное в матн принадлежит непосредственно пророку или сахабу.

## Сборники хадисов
В первые века распространения ислама все религиозные знания, в том числе Коран и хадисы, распространялись устным путём — от сподвижника, который пересказывал слова пророка Мухаммеда или повествовал о его действиях, к ученику, который запоминал всё это и, в свою очередь, передавал эти знания своим ученикам. Однако, когда сподвижники по мере распространения религии ислама стали разъезжаться по разным концам халифата и в связи с общим уменьшением их количества, большое внимание стало уделяться записи хадисов и их сохранению в письменной форме. Известный своей приверженностью к сунне и набожностью халиф Умар ибн Абдул-Азиз писал жителям Медины: «Ищите хадисы посланника Аллаха, мир ему и благословение Аллаха, и записывайте их, ибо, поистине, боюсь я, что исчезнет знание и уйдут знающие».
Классификация сборников
Первым сборником хадисов, в котором хадисы классифицированы согласно различным разделам фикха, стал сборник имама Малика ибн Анаса аль-Муватта́. Первым же, кто начал классифицировать хадисы по именам их передатчиков стал Абу Давуд ат-Таялиси. Впоследствии мусульманскими учёными были составлены множество сборников хадисов, которые можно разделить на следующие виды:
- Джа́ми — например, «Джами’ ас-Сахих» Мухаммада аль-Бухари, в котором собраны хадисы по разным отраслям шариатского знания, в том числе по акыде, установлениям шариата, этике и тафсиру.
- Му́снад — например, «Муснад» Ахмада ибн Ханбаля, в котором хадисы классифицированы согласно именам передатчиков хадисов.
- Му́джам — так называют те сборники, в котором хадисы собраны согласно именам своих шейхов, чаще всего в алфавитном порядке. Например, «Му’джам аль-кабир», «Му’джам аль-аусат» и др.
- И́ляль — сборники, в которых собраны хадисы, имеющие различные недостатки. Например, «Китаб аль-’Иляль» ад-Даракутни и Абу Хатима.
- Атра́ф — так называются те сборники, в которых сначала приводятся части отдельных хадисов, которые служат указанием на всё остальное, и приводятся их цепочки передатчиков. Например, «Тухфат аль-ашраф би-ма’рифат аль-атраф» Абу-ль-Хаджжаджа аль-Миззи[англ.].
- Муста́драк — так именуются те своды хадисов, которые служат дополнением к другим сборникам и отвечают требованиям их составителей. Например, «аль-Мустадрак аля ас-Сахихайн» аль-Хакима ан-Найсабури.

Суннитские сборники

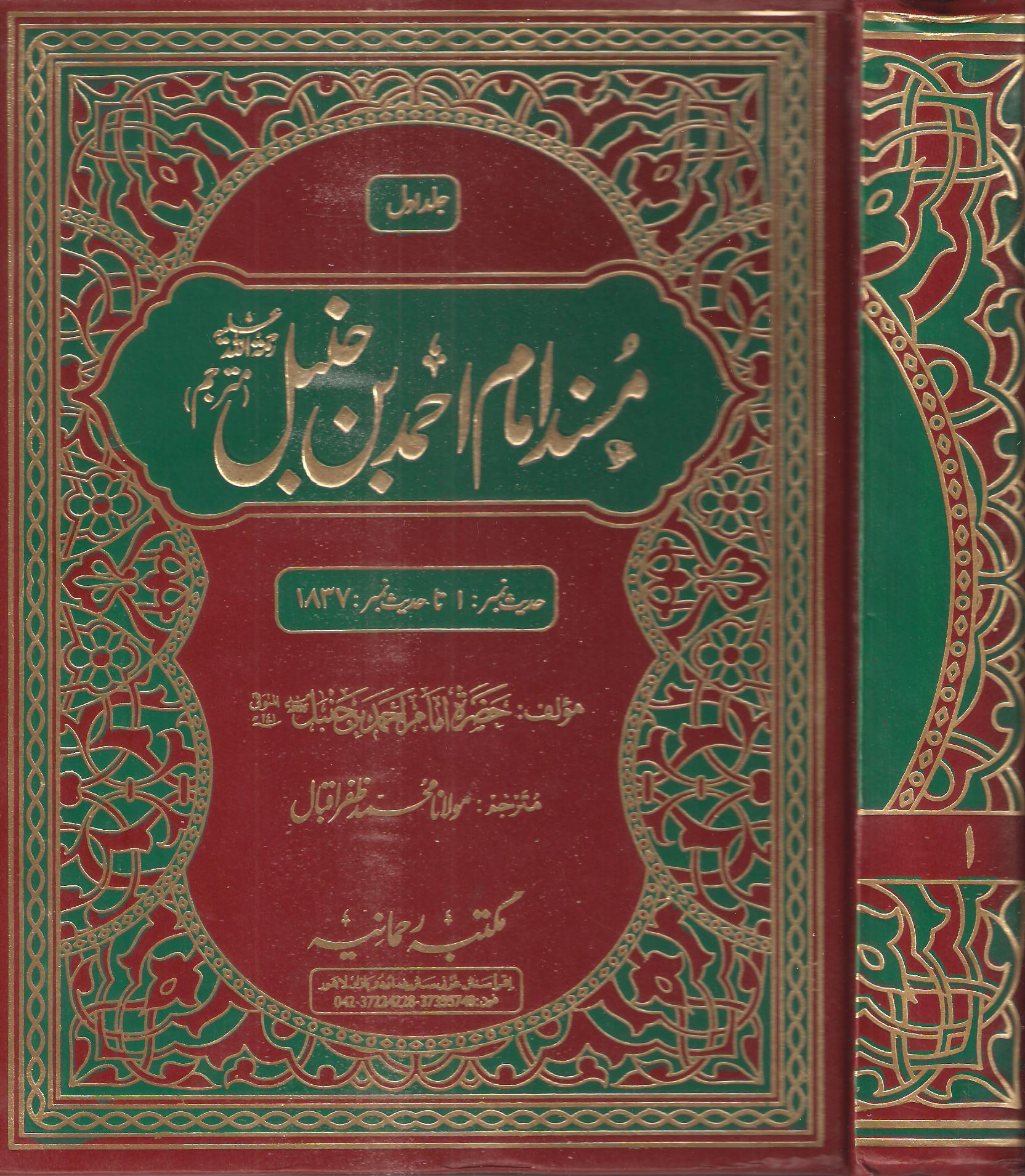
«Муснад» Ахмада ибн Ханбаля

Первым сборником хадисов была книга Муватта имама Малика ибн Анаса, жившего во втором веке хиджры. В третьем веке хиджры стали появляться сборники достоверных хадисов имамов аль-Бухари (194—256 гг. после хиджры), Муслима (202—261 гг. после хиджры), Абу Дауда (202—275 гг. после хиджры), Ат-Тирмизи (умер в 279 году после хиджры), Ан-Насайи (215—303 гг. после хиджры), Ибн Маджи (209—273 гг. после хиджры) и других. Наиболее авторитетными суннитскими сборниками хадисов являются:
- «аль-Джами' ас-Сахих» имама аль-Бухари (араб.  صحيح البخاري‎)
- «аль-Джами' ас-Сахих» имама Муслима (араб. صحيح مسلم‎)
- «Китаб ас-Сунан» имама Абу Дауда (араб. سنن أبي داود‎)
- «аль-Джами' аль-Кабир» имама ат-Тирмизи (араб. جامع الترمذي‎)
- «Китаб ас-Сунан аль-Кубра» имама ан-Наса’и (араб. سنن النسائي‎)
- «Китаб ас-Сунан» имама Ибн Маджа (араб. سنن ابن ماجه‎)
- «ас-Сунан аль-Кубра» имама аль-Бейхаки
- «аль-Муснад» имама Ахмада

Шиитские сборники
- «аль-Кафи» аль-Кулайни
- «Тахзиб аль-ахкам» шейха Туси
- «аль-Истибсар» шейха Туси
- «Ман ла йахдуруху-ль-факих» шейха ас-Садука
- «аль-Амали» шейха Муфида
- «Бихар аль-анвар» Маджлиси
- «Васаил аш-шиа» Хурра Амели
- «аль-Мустадрак» Мухадиса Нури

Ибадитские сборники
- «Муснад» Раби бин Хабиба

## Классификация хадисов
- Сахи́х — так хадисоведы называют хадис, цепочка которого не оборвана, передатчики от первого до последнего отличаются беспристрастностью и точностью, в силу чего в его иснаде нет отклонений (шазз) и недостатков (илля)[10].
- Ха́сан — хадис, степень которого чуть ниже уровня хадисов сахих, но все его передатчики заслуживают доверия и его иснад не содержит отклонений и недостатков[10].
- Даи́ф — хадис, который не удовлетворяет условиям приемлемости и не может быть зачислен в категорию хасан или сахих[10].
- Мауду́ — подложный хадис, который является измышленной ложью на Мухаммеда. Такой хадис по единодушному мнению мусульманских учёных запрещено передавать другим, если только целью не является разъяснение его ложности[10].
- Ахад — хадис, в котором в одном из звеньев цепочки количество передатчиков не достигает таватура. Это достоверные (сахих) хадисы, только переданные по одной цепочке (иснад) передачи.
- Мутаватир — это хадисы, переданные большим количеством передатчиков, что полностью исключает вступление в сговор с целью фальсификации. Условие хадиса мутаватир: 1. В отношении минимального количества передатчиков, необходимого для «вознесения» хадиса в степень мутаватир, среди учёных есть разногласия; 2. Не должно вызывать сомнений, что они не могли сговориться между собой с целью фальсификации. Существуют и другие условия, которым должен удовлетворять хадис мутаватир.

- Хадис аль-Кудси (араб. аль-Ахадись аль-'Кудсийа) отличаются от иных хадисов тем, что в них передаются непосредственно распоряжения и рекомендации Бога от первого лица в словесном изложении Мухаммеда. Согласно аль-Кари, их можно читать без ритуального омовения, и они не используются в молитвах. Традиционно для сборников отбирается 40 хадисов аль-Кудси[11]. Отличие хадисов кудси от аятов Корана: 1. Коран как по форме, так и по смыслу восходит к Аллаху, а хадис кудси — по смыслу к Аллаху, а по форме от пророка Мухаммеда; 2. Чтение Корана есть поклонение Аллаху, а чтение хадисов кудси поклонением не является. Имеются и другие, малые и большие, отличия Священного Корана от хадисов кудси.

## Мухаддисы
Учёных, которые занимаются наукой хадиса, её терминологией, обладают широкими познаниями в критериях приемлемости хадисов и различных преданий называют мухадди́сами. Мухаддисы занимаются собранием текстов хадисов и проверкой цепочки передатчиков на наличие лжецов, еретиков, неточностей и других вещей, по отсутствию или наличию которых можно будет судить о степени достоверности предания.

## Критика хадисов
Внутри ислама существуют сомнения в аутентичности определённых хадисов и/или сунны в целом. Мусульмане такого течения, как коранизм, полностью отвергают авторитет хадисов. По мнению критиков, хадисы могут быть псевдоэпиграфическими сочинениями, созданными в VIII—IX веках, с ложно приписываемыми пророку Мухаммеду словами и действиями.
Сомнения в достоверности хадисов в исламе возникают из-за нескольких ключевых причин. Во-первых, появление хадисов почти через два века после смерти пророка Мухаммада подвергает сомнению точность передачи информации, аналогично «испорченному телефону». Доверие к иснаду (цепь передачи) основывается на авторитетности передатчиков, но индивидуальные и социальные факторы могут искажать смысл хадисов.
Во-вторых, хадисы использовались в идеологической борьбе между разными течениями внутри ислама, что приводило к изменениям смысла и даже фабрикации хадисов.
В третьих, доверие к сунне подрывается из-за многочисленных сборников хадисов, в которых содержится множество несовпадающих и противоречащих друг другу «достоверных» (сахих) хадисов. Даже в одном и том же сборнике иногда встречаются хадисы, которые не соответствуют друг другу.
Кроме того, различные мухаддисы и муджтахиды могут по-разному оценивать достоверность хадисов, что добавляет неопределённости в их признание.
Наконец, существуют хадисы, признанные достоверными, которые, тем не менее, могут отражать доисламские верования (времён джахилии). Например, в одном хадисе рекомендуется окунуть попавшую в тарелку с едой муху до конца, потому что на одном её крыле якобы находится яд, а на другом — противоядие. Ещё в одном хадисе утверждается, что чёрная собака представляет собой шайтана. Эти истории могут создавать впечатление об исламе как об идеологии, связанной с примитивностью и предрассудками.